# Новомарьевка (Матвеево-Курганский район)
Новома́рьевка — хутор в Матвеево-Курганском районе Ростовской области.
Входит в состав Малокирсановского сельского поселения.

## География

### Улицы
- ул. Восточная,
- ул. Западная,
- ул. Победы.

## История
Лютеранско-баптиское село Ней-Мариенталь основано в 1870 году немецкими переселенцами из таврических колоний Беловеж, Кальчиновка и Рундевизе.

## Население
| 2010 |
| ---- |
| 162  |